# Simone Kessell
Simone Kessell (1975) es una actriz neozelandesa, más conocida por haber interpretado a Stella O'Shaughness en la serie Medivac y a Alicia Washington en Terra Nova.

## Biografía
Simone salió con Ryan Stokes.
En 2004 se comprometió con el director australiano Greg Jordan, la pareja se casó y le dieron la bienvenida a su primer hijo Jack en enero de 2005 y a su segundo hijo Beau Jordan en 2013.

## Carrera
En 1994 interpretó a Hag en las películas Hercules: The Legendary Journeys-Hercules and the Circle of Fire y en Hercules in the Underworld protagonizadas por Kevin Sorbo.
En 1999 apareció como invitada en la serie Hercules: The Legendary Journeys donde interpretó a Kayla durante el episodio "Love, Amazon Style" ese mismo año interpretó a Havisha en el episodio "We'll Always Have Cyprus", anteriormente Simone había aparecido por primera vez en la serie en 1995 donde dio vida a Rena en el episodio "What's in a Name?" y al año siguiente en el episodio "The Wedding of Alcmene".
En 2007 apareció como invitada en la serie Criminal Minds donde interpretó a Sarah Danlin, una joven que es abusada durante una salida con sus amigas y que años después se convierte en una asesina en serie.
En 2009 se unió al elenco de la serie Underbelly: A Tale of Two Cities donde interpretó a Isabelle Wilson, una joven que usa el narcotraficante Terry "Mr. Asia" Clark (Matthew Newton) para transportar droga y que termina siendo asesinada por él.
En 2011 se unió al elenco recurrente de la serie Terra Nova donde interpretó a la teniente Alicia Washington, la segunda en el mando del comandante Nathaniel Taylor (Stephen Lang).
En 2014 apareció como personaje recurrente de la serie Fat Tony & Co donde interpretó a la oficial de la policía Tamara Chippindall.
En marzo de 2016 se unió al elenco principal de la serie Of Kings and Prophets donde interpretó a Anohim, la reina de Israel y esposa del rey Saúl (Ray Winstone), unos días después el 15 del mismo mes se anunció que la serie había sido cancelada debido a su bajo índice de audiencia.

## Filmografía

### Series de televisión
| Año           | Serie                            | Personaje                | Notas                                        |
| ------------- | -------------------------------- | ------------------------ | -------------------------------------------- |
| 2021—presente | Yellowjackets                    | Lottie Matthews          | Elenco recurrente                            |
| 2022—presente | Obi Wan Kenobi                   | Breha Organa             | Elenco Principal, miniserie (6 episodios)    |
| 2019—2020     | Reckoning                        | Paige Serrato            | Elenco Principal, miniserie                  |
| 2018          | Pine Gap                         | Belle James              | miniserie                                    |
| 2018          | The Crossing                     | Rebecca                  | 11 episodios                                 |
| 2017          | A Bunch of Dicks                 | Michelle Deportes        | miniserie                                    |
| 2016          | Of Kings and Prophets            | Reina Anohim             | 9 episodios                                  |
| 2014 - 2015   | Wonderland                       | Sasha Clarke             | 19 episodios                                 |
| 2014          | Film School Shorts               | Mrs. Jordan              | episodio "When We Were Young"                |
| 2014          | Fat Tony & Co                    | Tamara Chippindall       | 6 episodios                                  |
| 2011          | Terra Nova                       | Lt. Alicia Washington    | 12 episodios                                 |
| 2009          | Fringe                           | Enfermera                | episodio "A New Day in the Old Town"         |
| 2009          | Reaper                           | Sally                    | episodio "No Reaper Left Behind"             |
| 2009          | Underbelly: A Tale of Two Cities | Isabelle Wilson          | 7 episodios                                  |
| 2007          | Criminal Minds                   | Sarah Danlin             | episodio "Jones"                             |
| 2002          | CSI: Miami                       | Agente Maxwell           | episodio "From the Grave"                    |
| 2003          | White Collar Blue                | Kaz                      | 2 episodios                                  |
| 2002          | Mataku                           | Virginia                 | episodio "The God Child"                     |
| 2001          | All Saints                       | Naomi Fisher             | 2 episodios                                  |
| 2001          | The Lost World                   | Danielle                 | episodio "Voodoo Queen"                      |
| 2000          | Farscape                         | Finzzi                   | episodio "Dream a Little Dream"              |
| 1999          | Greenstone                       | Marama                   | -                                            |
| 1999          | BeastMaster                      | Hyppolyte                | episodio "Amazons"                           |
| 1999          | Stingers                         | Despina Polo             | episodio "Counting the Beat"                 |
| 1999          | Wildside                         | Roxanne Tate             | episodio # 2.16                              |
| 1999          | Water Rats                       | Eleni Spartels           | episodio "Cut-off Point"                     |
| 1998          | Medivac                          | Dra. Stella O'Shaughness | 13 episodios                                 |
| 1998          | The Violent Earth                | -                        | miniserie                                    |
| 1998          | Heartbreak High                  | Aurora                   | 2 episodios                                  |
| 1997          | Xena: Warrior Princess           | Miss Messini             | episodio "Here She Comes... Miss Amphipolis" |
| 1996          | G.P.                             | Joanne Mills             | episodio "Someone to Turn To"                |
| 1995—1996     | Hercules: The Legendary Journeys | Rena                     | 2 episodios                                  |
| 1994          | High Tide                        | Jugadora de tenis        | 2 episodios                                  |
| 1992          | Homeward Bound                   | Hannah Tumai             | -                                            |

### Películas
| Año  | Título                           | Personaje              | Notas                                                                                                |
| ---- | -------------------------------- | ---------------------- | --- |
| 2016 | 2:22                             | Serena                 | junto a Teresa Palmer, Michiel Huisman, Sam Reid, Maeve Dermody, John Waters y Remy Hii              |
| 2015 | The Lovers                       | Clara Coldstream       | junto a Josh Hartnett, Tamsin Egerton, Alice Englert, Tehmina Sunny, Mahesh Jadu y James Mackay      |
| 2015 | San Andreas                      | Kim Swann              | junto a Dwayne Johnson, Carla Gugino, Alexandra Daddario, Paul Giamatti y Hugo Johnstone-Burt        |
| 2011 | Burning Man                      | Maestra de Oscar       | junto a Matthew Goode, Bojana Novakovic, Essie Davis, Rachel Griffiths, Kerry Fox y Anthony Hayes    |
| 2011 | Panic at Rock Island             | Louise Olsson          | junto a Grant Bowler, Zoe Cramond, Eli Kent, Vince Colosimo, Damian Walshe-Howling y Marshall Napier |
| 2009 | Blue Boy                         | Mrs. Jordan            | corto - junto a Andrew Cappelletti, Joshua Rush, Jordan Thompson y Kevin Trang                       |
| 2008 | The Informers                    | Mujer en el Aeropuerto | junto a Billy Bob Thornton, Kim Basinger, Mickey Rourke, Winona Ryder y Fernando Consagra            |
| 2008 | Frost/Nixon                      | Nina Metro             | junto a Frank Langella, Michael Sheen, Kevin Bacon, Oliver Platt, Sam Rockwell y Matthew Macfadyen   |
| 2005 | Sum of Existence                 | Dra. Juliet King       | junto a Brooke Anderson, Josh Picker, Angela Carmichael, Oriana Panozzo y Malcolm Frawley            |
| 2003 | Liquid Bridge                    | Jeanne                 | junto a Ryan Kwanten, Jeremy Sims, Tony Bonner, Lani John Tupu y Shane Briant                        |
| 2001 | Lotto                            | -                      | corto - junto a Mitchell Butel, Nicole Winkler y Warwick Young                                       |
| 2001 | Hard Knox                        | -                      | junto a Kim Penn, Thomas Calabro, Natalie Mendoza, Lee Majors, Gary Sweet y Warwick Young            |
| 2001 | Stickmen                         | Karen                  | junto a Paolo Rotondo, Scott Wills, Robbie Magasiva y Anne Nordhaus                                  |
| 1999 | Airtight                         | Portia                 | junto a Grayson McCouch, Andrew McFarlane, Marshall Napier, Salvatore Coco y Sarah Chadwick          |
| 1996 | Return to Treasure Island        | Coral                  | junto a Jed Brophy y Dean O'Gorman                                                                   |
| 1996 | McLeod's Daughters               | Jodi Wilcox            | junto a Tammy MacIntosh, Kris McQuade, Jack Thompson, Robert Mammone y Kym Wilson                    |
| 1994 | Hercules in the Underworld       | Hag                    | junto a Kevin Sorbo, Anthony Quinn, Tawny Kitaen, Marley Shelton, Cliff Curtis y Michael Hurst       |
| 1994 | Hercules: The Legendary Journeys | Hag                    | junto a Kevin Sorbo, Anthony Quinn, Tawny Kitaen y Kevin Atkinson                                    |
| 1994 | Hercules and the Amazon Women    | Jana                   | junto a Kevin Sorbo, Anthony Quinn, Roma Downey, Michael Hurst, Lucy Lawless y Rose McIver           |

### Productora y presentadora
| Año  | Título                  | Notas                   |
| ---- | ----------------------- | ----------------------- |
| 2012 | Ian Thorpe: The Swimmer | documental - productora |
| 1994 | The Cartoon Company     | serie - presentadora    |

### Teatro
| Año  | Obra         | Personaje | Director    | Teatro           | Notas                                                         |
| ---- | ------------ | --------- | ----------- | ---------------- | ------------------------------------------------------------- |
| 2000 | Been So Long | Simone    | Chris Mead  | Stables Theatre  | junto a Jodie Dorday, Brian Green, David Joyce y Tamblyn Lord |
| -    | Amco Riders  | Sally     | Alan Flower | -                | -                                                             |
| -    | Feet First   | Artemis   | -           | Maidment Theatre | -                                                             |